# Bender GmbH & Co. KG
Die Bender GmbH & Co. KG ist ein Familienunternehmen mit Hauptsitz in Grünberg, Hessen. Das Unternehmen ist ein weltweit führender Anbieter von Lösungen für die Sicherheit und Überwachung elektrischer Anlagen. Neben dem Hauptsitz unterhält Bender weitere Entwicklungsstandorte in Buseck, Dresden und Berlin.
Mit der Erfindung des Isometer, das in Schutzleitungssystemen / Isolationsüberwachungen in IT-Systemen eingesetzt wird, wurde der Grundstein für das Unternehmen gelegt. Im Jahr 2011 erhielt es für diese Produktsparte die Auszeichnung Hessen Champion in der Kategorie Weltmarktführer.

## Geschichte
Im Jahr 1937 erfindet Walther Hans Bender das weltweit erste Isolationsüberwachungsgerät und meldet es zum Patent an, welches im Jahr 1942 erteilt wird. Das Patent ist zwischenzeitlich erloschen. Der Name Isometer ist nach wie vor beim Deutschen Patent- und Markenamt als Marke eingetragen. Im Jahr 1946 gründet Walther Hans Bender in Grünberg die Bender KG. Sein Sohn Dietrich Christian Bender übernimmt 1972 den Betrieb mit 28 Mitarbeitern und baut ihn zu einem weltweit tätigen Unternehmen aus.
1983 begann die internationale Expansion mit der Gründung einer Tochtergesellschaft in den USA in Exton. Nach der deutschen Wiedervereinigung wurde eine Fertigungsstätte in Siersleben eröffnet, welche 2024 von einem Lieferanten erworben wurde. In den 1990er Jahren führte das Unternehmen neue Technologien für Isolationsfehlersuchsysteme für ungeerdete Netze und Differenzstromüberwachung für geerdete Netze ein.
2006 erfolgte ein Generationswechsel in der Unternehmensführung, als Sabine Bender-Suhr die Leitung der neu gegründeten Bender Industries KG übernahm. 2009 erweiterte Bender sein Produktportfolio um Isolationsüberwachungsgeräte für Elektrofahrzeuge und die Kinetic-Energy-Recovery-Systeme der Formel 1 sowie um das Umschaltmodul Atics, das mehrere Funktionen in einem Gerät integriert. 2012 wurde am Hauptsitz in Grünberg ein neues Innovationszentrum und Endmontagewerk errichtet.
Ab 2014 brachte das Unternehmen mehrere neue Produkte auf den Markt, darunter eine neue Generation des Isometers und die webbasierte Software Powerscout zur Anlagenüberwachung durch frühzeitige Erkennung von Betriebsstörungen. In den letzten Jahren baute Bender sein Geschäft durch strategische Übernahmen und Beteiligungen weiter aus, insbesondere in den Bereichen Elektromobilität (2018 Erwerb eines 90-Prozent-Anteils an ebee smart technologies, 2024 umbenannt in Bender Smart Charging GmbH) und internationale Märkte (2019 Erwerb der Eetarp Group Singapur). Im Jahr 2019 erfolgte die Gründung eines Unternehmensbeirats mit Dorothea Bender Fernández als Beiratsvorsitzende. 2020 wurde mit der Übernahme der TechniSat Dresden GmbH (späterer Name Bender Engineering GmbH) das Portfolio um Sicherheitslösungen für eMobility, Industrie und Medizintechnik erweitert.

## Produkte
Bender entwickelt und produziert Isolationsüberwachungsgeräte (sogenannte Isolationswächter), Isolationsfehlersuchsysteme, Erdungswiderstandsüberwachungsgeräte (NGR Monitoring), Stromversorgungen für medizinisch genutzte Bereiche, Messrelais und Überwachungsrelais für elektrische Größen, Differenzstromüberwachungsgeräte (RCM), Prüfsysteme für elektrische Betriebsmittel und medizinisch-technische Geräte.

## Unternehmensstruktur und Standorte
Zu Bender gehören 15 internationale Gesellschaften; mehr als 20 Prozent der knapp 1.400 Mitarbeiterinnen und Mitarbeiter sind in Forschung und Entwicklung tätig. 2022 hatte Bender (Bender Industries GmbH & Co. KG) einen Jahresumsatz von mehr als 250 Mio. Euro.
Das weltweite Vertriebsnetz wird von mehr als 100 Distributoren unterstützt.